# 長野市立博物館

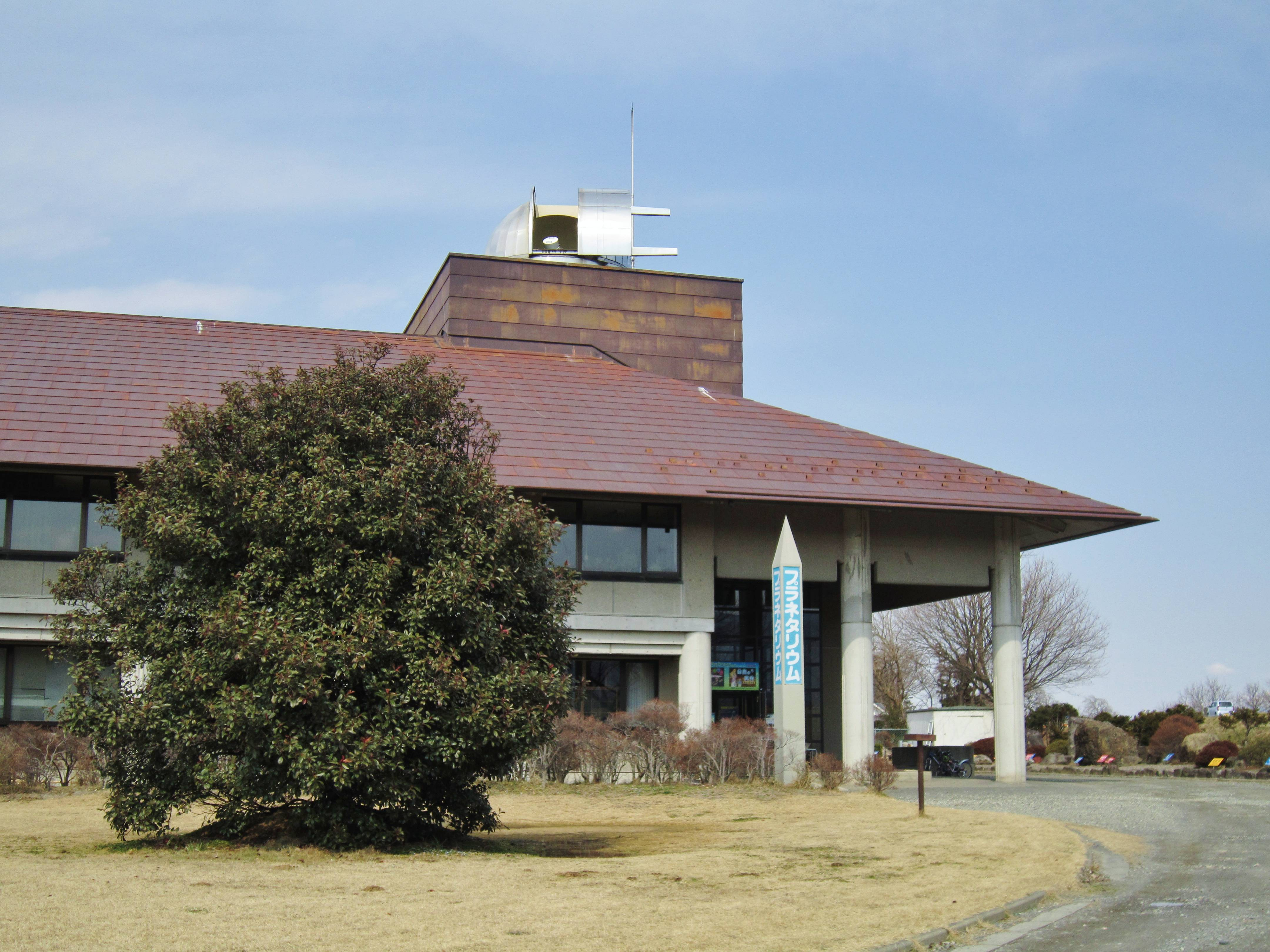
プラネタリウム

長野市立博物館（ながのしりつはくぶつかん）は、長野県長野市小島田町にある長野市立の博物館。博物館法に基づく登録博物館で、長野盆地を中心とする地域の自然と人とのかかわりを究明し、新しい時代の文化創造の拠点とすることを目的とする。

## 概要
八幡原史跡公園（川中島古戦場）の広大な園内の一角にあり、天文（プラネタリウム）・地質・歴史・民俗等の関係資料を展示している。
宮本忠長が設計した建物は日本建築学会賞作品賞を1981年に受賞。また同年に建設省の公共建築百選にも選定されている。

### 沿革
- 1981年（昭和56年）9月23日 - 開館[1]。
- 1985年（昭和60年）9月23日 - 分館として茶臼山自然史館を開設。
- 2001年（平成13年）4月25日 - 付属施設として門前商家ちょっ蔵おいらい館を開設。
- 2005年（平成17年）1月1日 - 市町村合併に伴い、戸隠地質化石館と鬼無里ふるさと資料館を分館とし、大岡歴史民俗資料館と豊野収蔵資料室を付属施設とする。
- 2008年（平成20年）7月26日 - 茶臼山自然史館と戸隠地質化石館を統合し、戸隠地質化石博物館とする[2]。
- 2010年（平成22年）1月1日 - 市町村合併に伴い、信州新町美術館・信州新町化石博物館・有島生馬記念館を分館とし、信州新町美術館別館ミュゼ蔵をも分館とした。

## 営業
開館時間9:00-16:30
休館日
- 月曜日（祝休日の場合は、その翌日）
- 祝休日の翌日（土・日曜日の場合を除く）
- 12月29日から1月3日まで
- 館内燻蒸日（7月第2週の月曜日から金曜日まで）

入館料（敬老の日、文化の日、開館記念日は無料）
- 常設展示： 一般300円 / 高校生150円 / 小・中学生100円（毎週土曜日、子供の日は無料）
- プラネタリウム： 一般250円 / 高校生120円 / 小・中学生50円

## 交通アクセス
- 上信越自動車道長野ICから車で5分[1]
- 長野駅善光寺口バスのりば3から川中島バス 30系統・古戦場経由松代行で「川中島古戦場」下車 徒歩3分[1]

## 関連施設

### 分館
- 戸隠地質化石博物館（登録博物館、長野市戸隠栃原3400）
  - 2008年開館[3]。2006年に廃校となった長野市立柵小学校の校舎を使用している[3]。
- 鬼無里ふるさと資料館（博物館類似施設、長野市鬼無里1659）
  - 1986年開館[4]。鬼無里地域の歴史と文化に関する展示をしている[4]。
- 信州新町美術館（（登録博物館、長野市信州新町上条88-3）
  - 信州新町美術館別館ミュゼ蔵（博物館類似施設、長野市信州新町新町37-1）
- 有島生馬記念館（登録博物館、長野市信州新町上条88-1）
- 信州新町化石博物館（博物館類似施設、長野市信州新町上条87-1）
  - 1993年開館[5]。三葉虫やアンモナイトなどの化石を展示している[5]。

### 付属施設
- 門前商家ちょっ蔵おいらい館（長野市東町165-3）
  - 幕末の門前町商家である油問屋三河屋庄左衛門商店を移築・保存しており、2006年に国登録文化財に登録されている[6]。
- 大岡歴史民俗資料館（長野市大岡乙284-4）
  - 1980年開館[7]。大岡地域の民俗文化財の展示している[7]。長野市が廃止・解体を検討していることを2020年に公表している[8]。
- 豊野資料収蔵室（長野市豊野町浅野127）
  - 1992年開館[9]。豊野地区の郷土文化に関する展示をしている[9]。豊野町の長野市との合併に伴い付属施設となったが、合併前に閉館しており建物の解体が予定されていることを2018年に長野市が公表している[9]。収蔵品は2019年に長野市立豊野東小学校に寄贈された[10]。

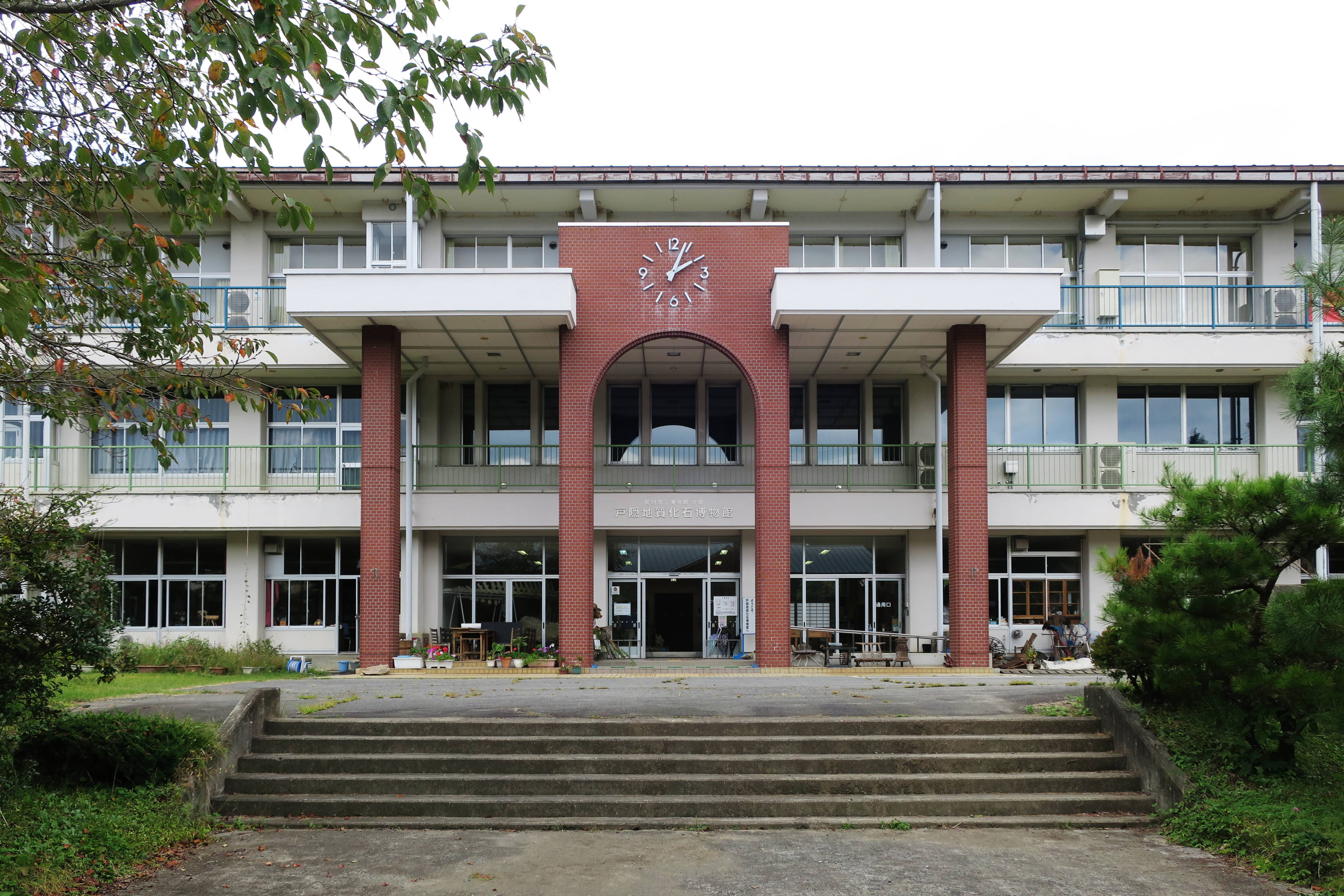
戸隠地質化石博物館
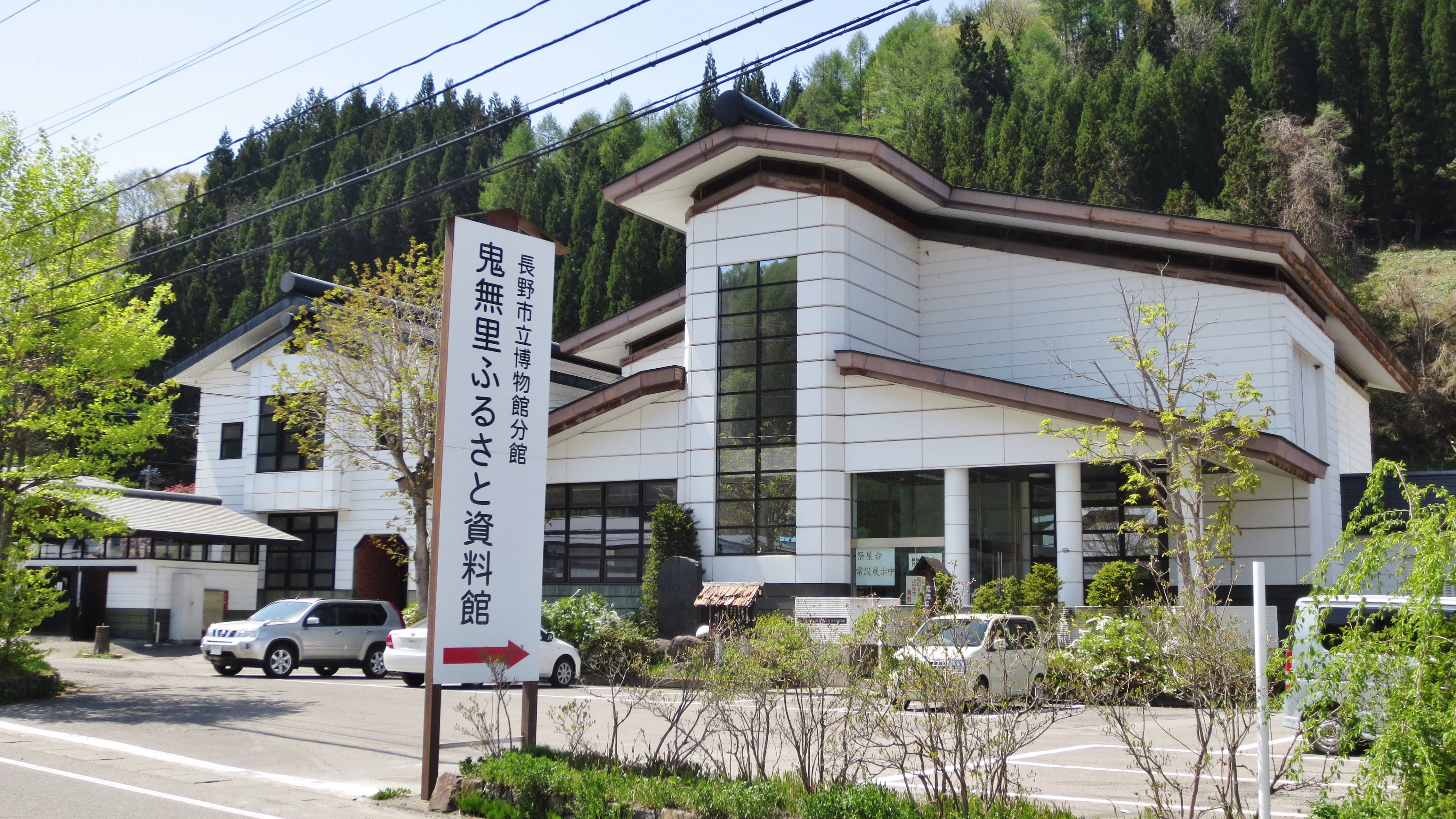
鬼無里ふるさと資料館
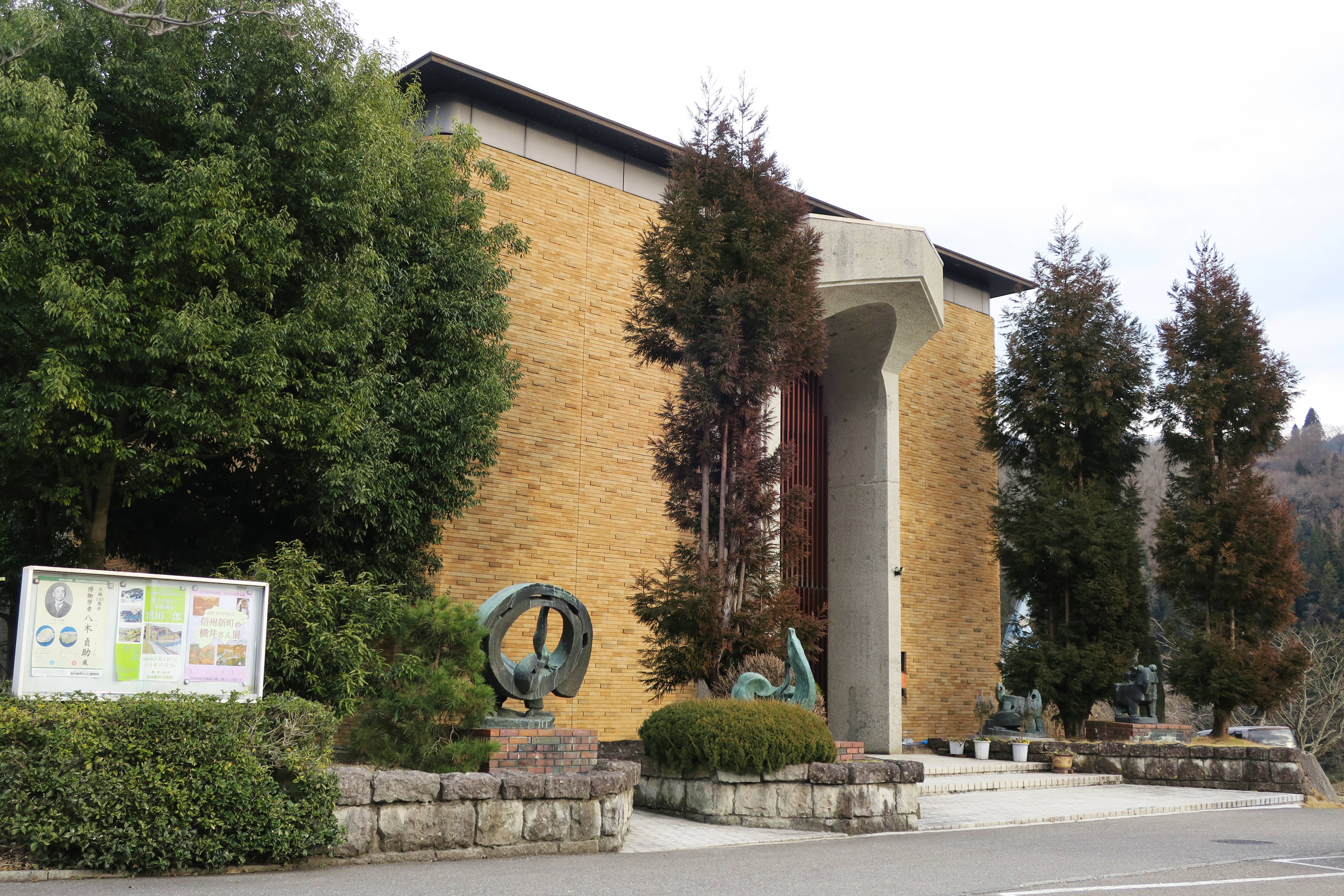
信州新町美術館
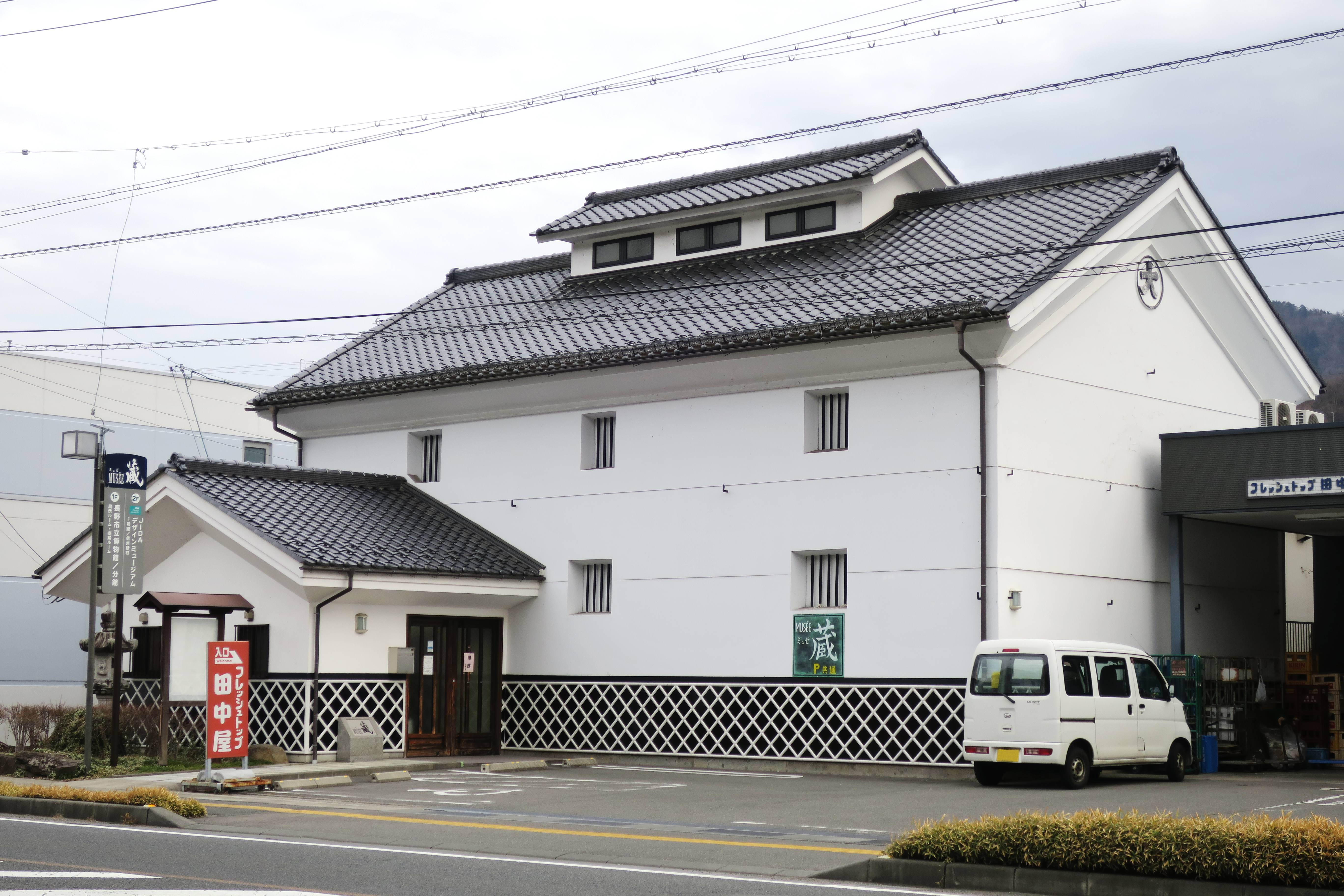
ミュゼ蔵
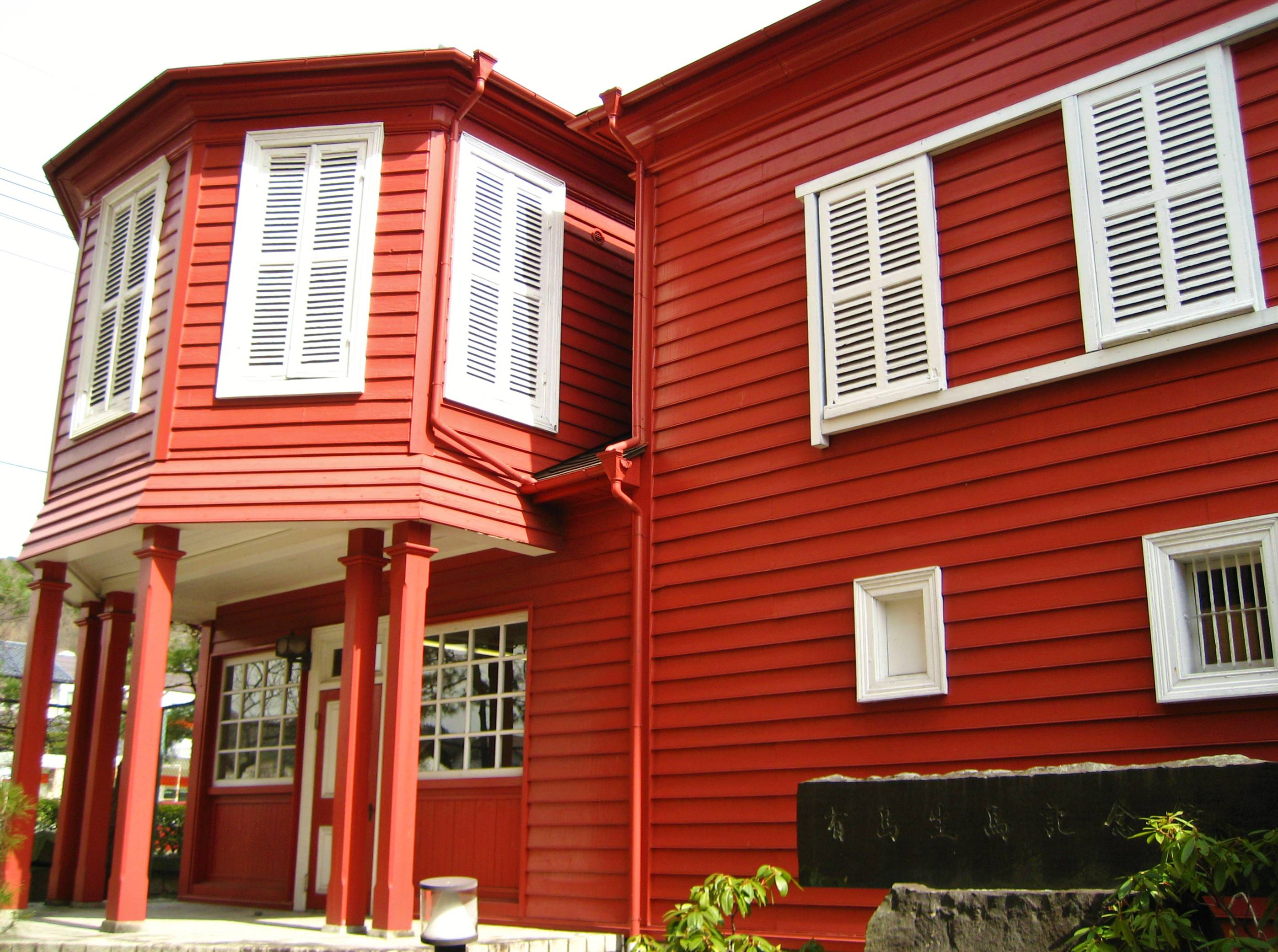
有島生馬記念館
信州新町化石博物館
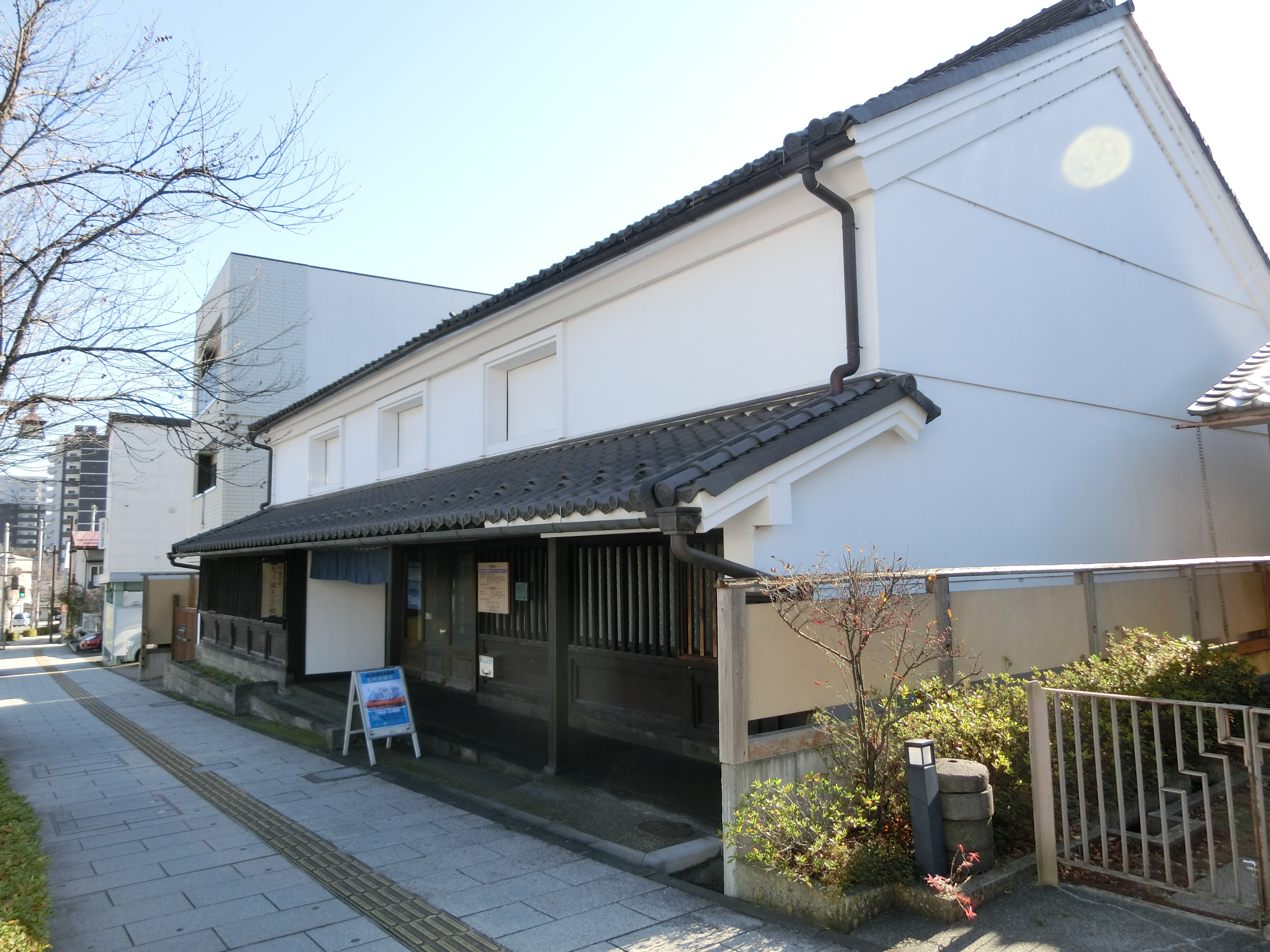
門前商家ちょっ蔵おいらい館